# Воейков, Иван Васильевич Большой
Иван Большой Васильевич Воейков (ум. 5 сентября 1580) — русский военачальник эпохи Ивана Грозного, стольник.
Происходил из дворянского рода Воейковых, опричник. В 1576 году участвовал в походе против крымского хана Девлет-Гирея. Прислан воеводой в Великие Луки. Погиб во время обороны Великих Лук от польско-литовских войск Стефана Батория.